# 玩具熊的五夜后宫VR：征求协助
《玩具熊的五夜后宮VR：征求协助》是玩具熊的五夜后宫系列第一款虚拟实境游戏。此作品为史葛·戈晃与Steel Wool Studios合作开发的作品。
其續作《玩具熊的五夜驚魂VR：徵求協助2》於2023年5月25日發布預告。

## 故事
徵求協助
玩家投入遊玩「費斯熊娛樂企業」全新發行的虛擬實境遊戲，在開始前被告知過往企業曾與某位獨立製作人合作，卻發現那些推廣遊戲的內容過份偏離真實，於是管理層決定另行投資重新製作的虛擬實境體驗，以強力的成品嘲諷質素參差的前作。但在遊戲進行期間，玩家發現其中一名製作人以錄音卡帶模組留下了零散的紀錄，講述其身處其中一間被委託的遊戲公司時，自己與另一名同事傑瑞米於測試中遇上的怪事，和在過程中意識到的秘密。
徵求協助2
玩家被告知進入「費斯熊娛樂企業」新員工培訓系統，模擬進行「費斯熊佛萊迪巨型意大利薄餅廣場」各方面的維修與遊戲活動，以準備投入演藝人員的職務。進行中途，玩家始發現自己戴上了將現實和虛擬實境界線模糊化的裝置，置身在已成廢墟的廣場地底場景。深入系統最近期的模擬紀錄時，玩家角色亦逐步找到自己的結局、某人的醒覺和黑幕的根源。

## 背景設定
後設遊戲
故事最初將主系列六部作品定性為本作世界觀中的「真事改篇遊戲」，而這些遊戲內容亦以精良製作「被改篇」至本作當中，因此本作實玩部分與現實世界之間，實際上尚有一層未受玩家遊玩直接影響，刻劃虛擬開發者故事的世界，而箇中發展使本作成為一款「關於遊戲的遊戲」。這個上位和下位世界互動的概念，實際上在另一外傳《玩具熊的五夜世界》中早已被帶出。
坊間不少研究認為原作者已為系列走向主流遊戲製作而特別重新設定，讓日後新作可以在原系列時間線以外爭取更多創作空間，是為一種軟性重啟。
錄音帶
本作最初羅列的開發商之一「Silver Pasarol Games」，在發售後才被粉絲發現並非真實存在。一眾研究的人循著名字找到一個最終未有登陸公眾網域的官方網站，透過與遊戲內容比對，才赫然發覺這開發商是系列世界觀的一部分。
關於此開發商的真實故事，需要找尋所有隱藏於關卡各處的錄音帶才能得知。每一錄音帶都是由一名女性開發人員（坊間命名為錄音帶女子（Tape Girl）），講述遊戲菜單畫面隱現的兔型人偶個體（坊間稱為錯誤陷阱（Glitchtrap）），最初如何突然出現在試驗品中，並疑似令一名男同事自我傷害。最終的錄音帶告知玩家如何將這錯誤程式封印，而遊戲亦開始不定期進入最終部分。
有研究認為錄音帶的內容存在疑點。很多人質疑何解錄音帶女子不時強調不要收集這些已被錯誤感染的錄音帶，卻將重要的內容一直藏到最後數餅當中；同時錄音帶女子能夠解釋如何阻止錯誤陷阱，只代表其留下紀錄時曾經成功，或是根本純綷猜測，甚至原意早已被錯誤陷阱篡改，達到其陰謀。基於玩家接觸的成品可見錯誤未被解決，普遍研究認為最後解決方法被篡改的推測最為合理。
結局
本作表面結局是在一場披薩餐廳派對組成的迷宮內觸發，內部結構是各主系列遊戲中出現過的地點，以時空錯亂的方法呈現。最終呈現的內容，卻似乎與主系列遊戲內其中一宗失蹤兒童事件的發展沒有太大分別，與旁白所說的一切情節純屬虛構形成強烈對比。基於錯誤陷阱在最後的活躍，暫未能得知關卡的原意被篡改了多少。但普遍研究認為錯誤陷阱完全對照主系列遊戲威廉•阿夫頓的角色，在此已成不爭的事實。
本作最終部分觸發時有兩種隱藏結局，只有一個切實影響日後內容的呈現。該部分中玩家與錯誤陷阱多了一棟鎖著的門分隔，爾後遊戲菜單畫面隱現的變成錯誤陷阱的絨毛玩偶。有研究認為此舉可代表錯誤陷阱雖被封印但仍有能力左右內容，也可代表玩家的自由意識才是實際被封印的存在，而錯誤陷阱早已潛入玩家身體，支配其在VR遊戲對上一層世界的行動。
本作可下載內容中亦以一個萬聖節玉米田迷宮作結，內裡卻隱藏了一個貌似女性的逼真兔型面具。讓這面具與錯誤陷阱互動，會發現兔型面具正正象徵已被錯誤陷阱思想支配的人，可見本作出現的錯誤程式並非相關黑幕影響世界的第一步。配合後來原作者展示系列新作的圖片，不少粉絲都認為是次新增內容其實是一個以節日包裝的新作預告。而相關故事，正是在續作《玩具熊的五夜驚魂：安全漏洞》中展開。
小說聯動
本作黑幕亦有透過許多遊戲中未有登場的新形體，影響多層世界的不同部分，目前都收錄在《恐怖費斯熊》和《來自意大利薄餅廣場的故事》系列小說當中。
系列當中亦有部分單元與本作緊扣的內容。本作展現得較為零碎的開發者事件，正是在《恐怖費斯熊》單元「全身投入」中重新演繹；另一單元「惡作劇專家」，亦是以同一組故事角色，講述發生另一個悲劇故事的可能性。而屬於《來自意大利薄餅廣場的故事》，跟本作同名的單元「徵求協助」，亦講述主系列作品的獨立遊戲開發者，在完成所有作品前可能遇上的慘劇。

## 开发
戈晃在2018年之前并没有经常提到打算制作VR游戏，但在宣告取消《玩具熊的五夜后宫6》时，也有稍微提到正在计划着VR游戏。而在2018年2月16日，和游戏机平台游戏一样，开发者戈晃以此事未成真为由向众人道歉。他表示他将会寻找其他发行商来协助制作游戏。2018年8月8日，如同游戏机平台游戏，史葛·戈晃在面试中再提到了正在制作中的VR游戏，几天后已成功签约，而对方公司则是Clickteam公司本身。2018年8月20日，他表示已从开发商收到了VR游戏的技术展示，进展很好。
此作的开发商在2018年11月12日被揭露为Steel Wool Studios，他们开发了数个VR游戏，且都获得不错的评价。他表示目前游戏进展不赖，玩家们能够在此2019面世的游戏首次看到初代的机械玩偶在台上表演。ESRB之后于2019年2月16日在网站泄露了游戏的标题和简介，但之后很快就删除了。直至3月26日，本作確認於4月30日登陸PlayStation VR平台，並公佈首批實玩片段。後來確認亦會透過Steam發售，對應HTC Vive和Oculus Rift，但推出日期延遲至5月28日。10月22日，本作推出萬聖節主題的可下載內容《恐懼熊之詛咒》（The Curse of Dreadbear）。

## 外部連結
- 遊戲開發者資訊網站 （页面存档备份，存于）